# Stracciatella (zupa)

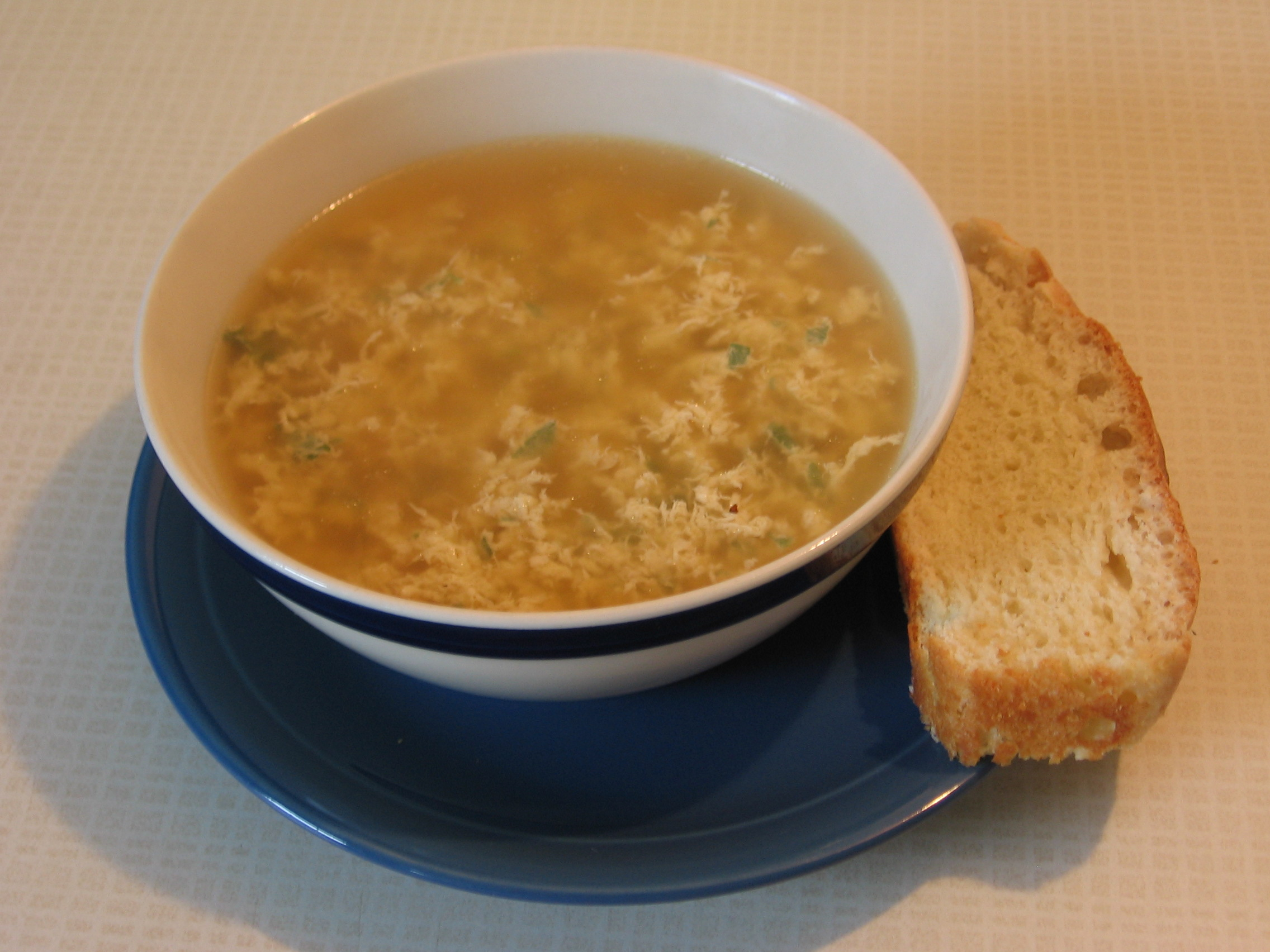
Propozycja podania zupy typu Stracciatella

Stracciatella – tradycyjna zupa włoska; rodzaj rosołu, w którym gotuje się drobne kluski lane z rzadkiego ciasta powstałego przez wymieszanie drobno utartego parmezanu i jajek; opcjonalnie zagęszcza się je mąką lub semoliną, dodaje gałkę muszkatołową, natkę pietruszki lub szpinak. Podawana z dodatkowym parmezanem.
Nazwa pochodzi od włoskiego słowa stracciato (l.mn. stracciate, imiesłów czasu przeszłego od czasownika stracciare – rozrywać, drzeć na kawałki).